# Römervilla in Bignor

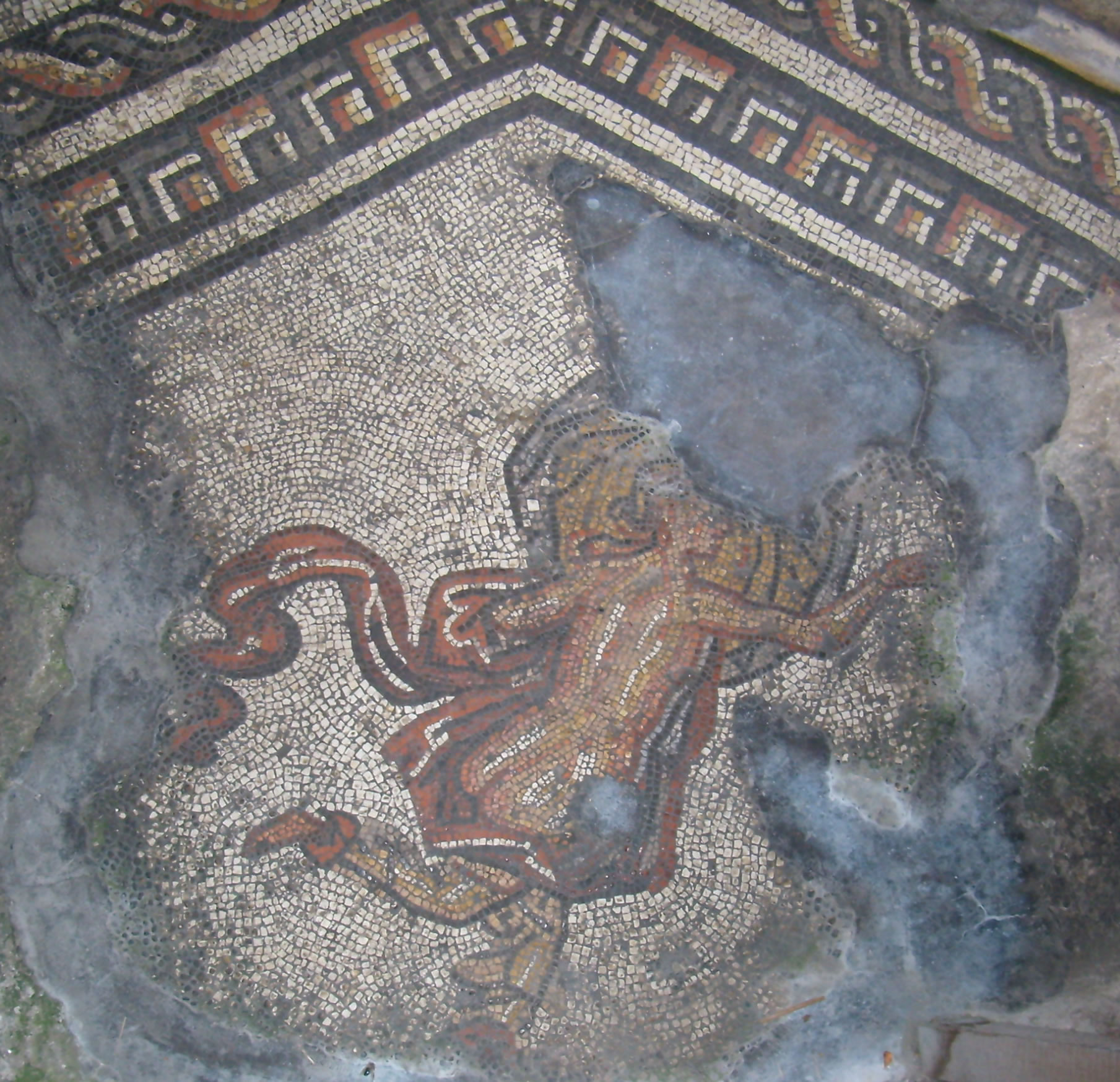
Detail eines Mosaiks aus der Villa von Bignor

Die Römervilla in Bignor ist eine ehemalige römische Villa in der Nähe des heutigen Dorfs Bignor im Distrikt Chichester in der Grafschaft West Sussex in England. Die Villa ist vor allem wegen ihrer zahlreichen Mosaikfußböden bekannt. Die Reste können heute besichtigt werden. Es handelt sich auch um eine der größten römischen Villen aus der Zeit der Provinz Britannia (Britannien).

## Lage
In der Antike befand sich die Villa an der sogenannten „Stane Street“, einer römerzeitlichen Straße, die Londinium (London) mit Noviomagus Regnorum (Chichester) verband. Die Stadt lag damit etwa einen halben Tagesmarsch von der Villa entfernt.

## Forschungsgeschichte
Die Reste der Villa wurden zufällig um 1811 beim Pflügen entdeckt. Sie fanden sich auf dem Grund und Boden von John Hawkings, der darauf Samuel Lysons herbeirief, der die Grabungen leitete. Schon gleich nach den Ausgrabungen wurden die Mosaiken überdacht, um sie für Besichtigungen zu erhalten. 1815 erschien ein Führer zu den Ruinen, wahrscheinlich der erste seiner Art in England. Samuel Lysons ließ Zeichnungen der Mosaiken anfertigen, die zunächst anscheinend einzeln verkauft wurden und erst später in dem Band Reliquiae Britannico-Romanae veröffentlicht wurden. Weitere Ausgrabungen fanden seit 1925, 1956 bis 1962 und in den folgenden Jahren statt.

## Geschichte der Villa

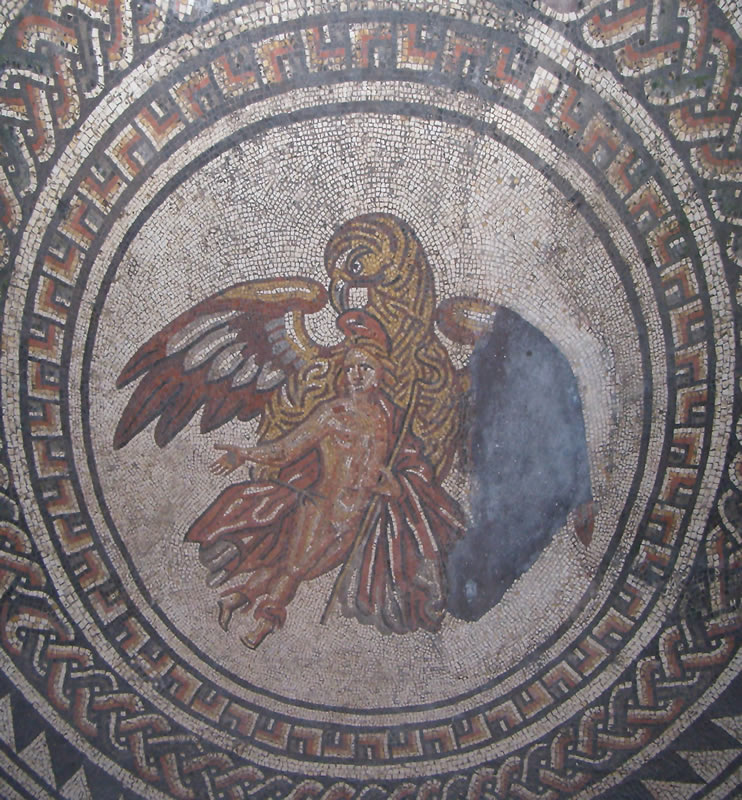
Das Ganymedmosaik

Ein erster einfacher Bau aus Holz wurde am Ende des ersten Jahrhunderts n. Chr. errichtet. Aus dieser Zeit stammt vor allem zahlreiche Keramik. Wenig Architektur ist erhalten, es handelt sich um ein paar Pfostenlöcher, Gräben und Gruben. Vielleicht handelte es sich um einen Bau mit einem Peristyl. Vielleicht zu dieser Phase gehören Reste von Wandmalereien, die sich unter Raum 40 fanden. Sie zeigen Trauben und Granatäpfel. Auf einem Fragment fand sich Gold. Dies ist äußerst selten in Britannien und deutet an, dass hier in der ersten Phase ausgesprochen wohlhabende Leute in der Villa wohnten. Erst in der Mitte des dritten Jahrhunderts wurde dieses Haus durch einen ersten Steinbau ersetzt. Es war ein rechteckiger Bau mit fünf Räumen in einer Reihe. Dieser Bau erhielt kurze Zeit später eine Portikus, Hypokausten und Seitenflügel. Mindestens ein Raum erhielt ein Mosaik. In der dritten Bauphase wurden ein Nord- und Südflügel hinzugefügt. Diese Phase datiert ganz ans Ende des dritten oder an den Beginn des vierten Jahrhunderts. Es wurde ein erstes Bad erbaut. In der vierten Bauphase, die auf das vierte Jahrhundert datiert wird, wurde der Bau nochmals stark erweitert. Der Bau, der zuvor aus drei Flügeln bestand, erhielt einen Ostflügel, womit das Gebäude ein Rechteck mit großem Innenhof bildete. Es wurden zahlreiche Mosaiken ausgelegt und weitere Räume erhielten Hypokausten. Das Ende der Villa ist ungewiss. Die letzten Münzen, die in großer Zahl gefunden wurden datieren in die Jahre 350 bis 360 n. Chr. Nur vier Münzen können später datiert werden. Es handelt sich um eine Prägung von Valentinian I. (364–367), eine Münze, die entweder Valentinian oder Theodosius gehört und zwei Münzen, die zwischen 388 und 395 geprägt wurden. Es gab auch kaum Keramik die in das späte vierte Jahrhundert datiert. Der Bau wurde wahrscheinlich im fünften Jahrhundert aufgegeben.

## Mosaiken
Die Anzahl figürlicher Mosaiken und deren Qualität sind einmalig im römischen Britannien. Besonders eine Gruppe von Mosaiken, die sich im Nordteil der Villa fand ist stilistisch und handwerklich so einheitlich, dass die einzelnen Mosaiken hochwahrscheinlich vom selben Künstler stammen. Vergleiche für bestimmte Motive gibt es eher in Gallien als in Britannien. So ist die Darstellung von Ganymed sonst nicht in Britannien bisher belegt.

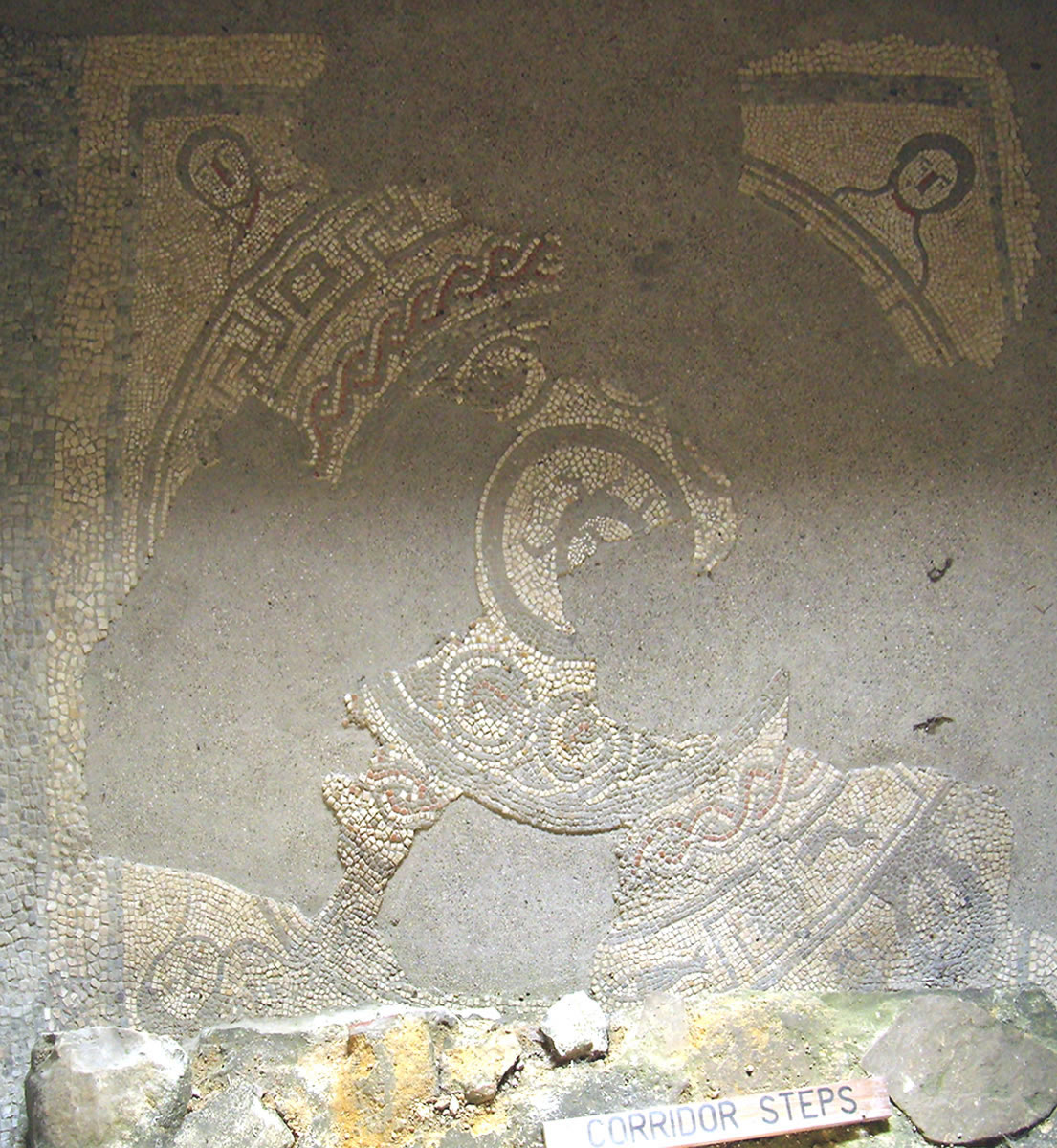
Mosaik mit den vier Jahreszeiten, der Kopf der Medusa befindet sich in der Mitte

Das älteste erhaltene Mosaik der Villa stammt aus Raum 33. Es gehört der zweiten Bauphase der Villa an und schmückte damals den nördlichsten Raum der Anlage, der in einem Risalit lag, der dem Bau vorgeschoben lag. Das Mosaik datiert wahrscheinlich in die zweite Hälfte des dritten Jahrhunderts. Das Zentrum bildet ein heute stark zerstörter Kopf der Medusa. Man sagte ihr schützende Kräfte gegen böse Geister zu, so dass sie ein beliebtes Motiv bildete. Der Kopf wird von drei Kreisen gerahmt. Im äußersten befinden sich Bilder von einem Delphin, einem Fisch und von zwei Vögeln. In den vier Ecken des Mosaiks befinden sich die Büsten der vier Jahreszeiten. Das Mosaik ist künstlerisch eher bescheiden. Die Figuren sind zum großen Teil mit schwarzen Steinen auf hellen Grund gezeichnet.
Das berühmteste Mosaik der Villa stellt Zeus als Adler und Ganymed dar. Es wurde 1811 entdeckt und schmückte einen zweiteiligen Raum (etwa 9,9 × 9,2 m), der vielleicht als Triclinium genutzt wurde. Das Mosaik besteht aus zwei Teilen. Neben dem Feld mit dem Ganymed gibt es sechs hexagonale Felder mit jeweils einer Tänzerin, es handelt sich vielleicht um Maenaden. In der Mitte dieses Abschnittes befindet sich ein steinernes Wasserbecken. Das namensgebende Teil des Mosaiks besteht aus dem Mittelfeld, in dem sich innerhalb von diversen Kreisen das Bild von Ganymed und dem Adler befindet. Das Zentrum des Moasiks wird an den beiden Seiten von zwei Paneelen gerahmt, die geometrische Muster zeigen.
Ein anderes bekanntes Mosaik stellt Eroten als Gladiatoren und den Kopf einer Frau, vielleicht Venus dar. Der Kopf befindet sich im Halbrund an der Nordseite des Mosaiks. Das Zentrum des Mosaiks ist heute nicht mehr erhalten und ist irgendwann in die darunter liegenden Hypokausten gestürzt. Es fand sich in einem beheizbaren Raum mit einer Apsis, bei dem es sich vielleicht um ein Winterspeisezimmer gehandelt hat. Der Gladiatorenfries besteht aus fünf Szenen. Insgesamt sind 12 Eroten dargestellt, neun von ihnen sind als Gladiatoren eingekleidet, drei von ihnen sind als Trainer (laniistae) wiedergegeben. Es sind vier Szenen dargestellt, die vielleicht eine Geschichte darstellen. Die erste Episode stellt die beiden Gladiatoren im Kampf dar, während ihnen der Trainer zuschaut. In der zweiten Gruppe fällt ein Gladiator zu Boden. Der Trainer kommt, um zu helfen. In der dritten Gruppe ruhen beide Gladiatoren, einer von ihnen stützt sich auf sein Schild. Eine weitere Figur hält den Helm wahrscheinlich um den Gladiatoren auszurüsten. Der andere Gladiator hält ein Netz und wird vom Trainer geleitet. Die letzte Episode zeigt das Ende des Kampfes. Ein Gladiator liegt am Boden und blutet.
In Raum 26 (12,30 × 5,70 m) fanden sich die Reste eines großen zweiteiligen Mosaiks, das jedoch schon sehr zerstört war. Der nördliche Teil des Mosaiks besteht aus vier Achtecken an Ecken des Bodens in deren Mitte sich die Darstellungen der vier Jahreszeiten befanden. Nur die Darstellung des Winters ist erhalten. Im Zentrum des Mosaik muss sich ein zentrales Achteck befunden haben, das jedoch vollkommen zerstört war. Der südliche Teil des Bodens hatte in den vier Ecken jeweils ein Oval mit der Darstellung von Eroten, nur einer ist erhalten in der Zeichnung, die nach der Aufdeckung des Mosaiks gemacht wurde. Ein weiteres, noch heute erhaltenes Feld zeigt einen Delphin. In einem kleinen Feld ist noch die kurze Inschrift TER erhalten. Diese gab Anlass zu diversen Spekulationen und wurde als Künstlerkürzel interpretiert. Es könnte sich aber auch um den Teil einer längeren Inschrift handeln.
Der Raum mit diesem Mosaik lag an einem 67 Meter langen Korridor, der noch heute zu 25 Meter mit einem geometrischen Mosaik geschmückt ist, das 1975 ausgegraben wurde. Ein weiteres Mosaik zeigt eine Medusa und einen Delphin. Es gibt auch umfangreiche Reste von Wandmalereien, ein Teil von ihnen imitierte Mosaiken. In der Villa fanden sich Stuckaturen, die bemalt waren und Marmordekorationen kopierten, sowie mit geometrischen Mustern dekorierte Kalksteinplatten.

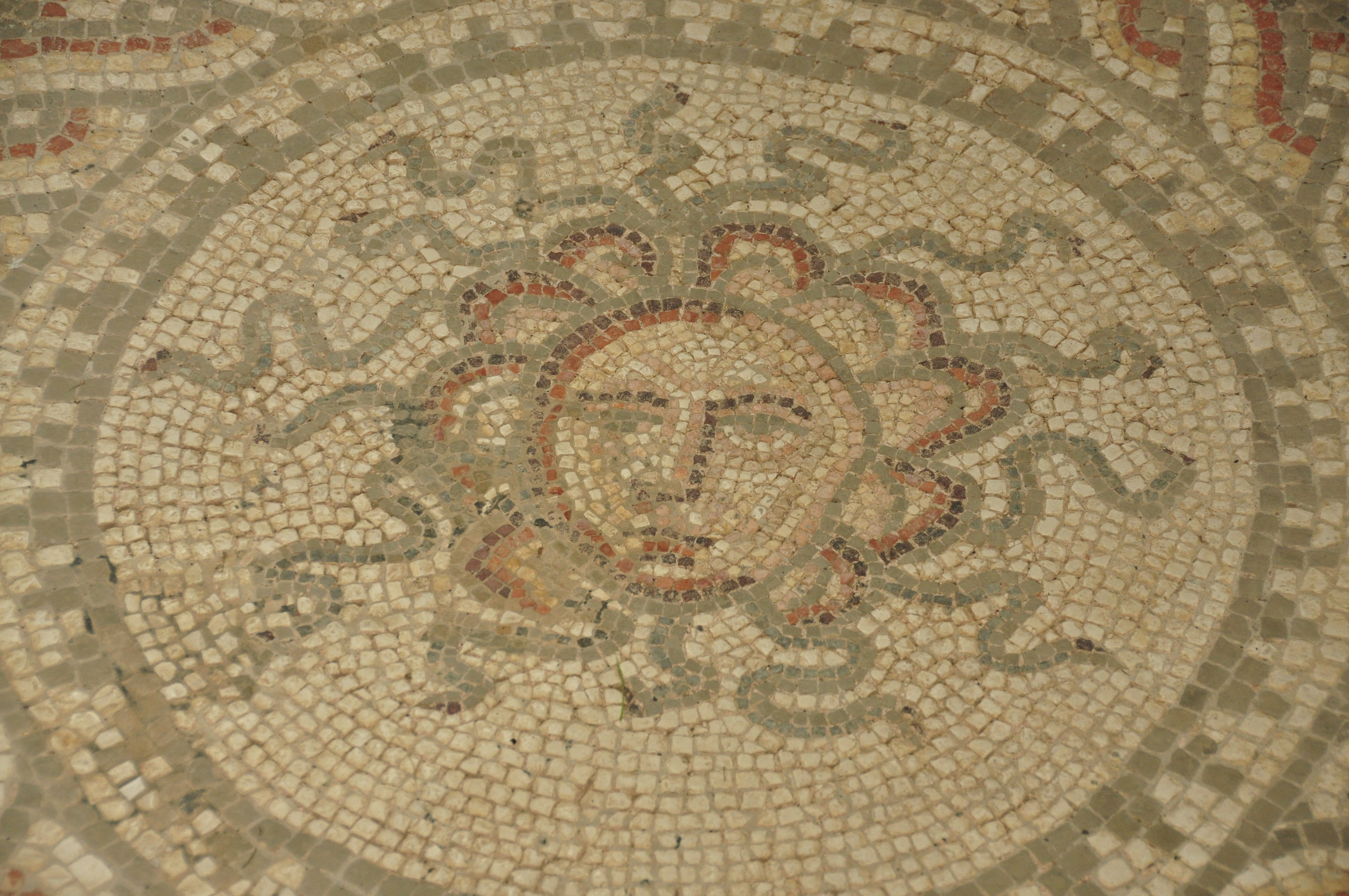
Kopf der Medusa

Ein gut erhaltenes Mosaik befindet sich in Raum 56, bei dem es sich um das Apodyterium (Umkleideraum) des Bades im Süden der Villenanlage handelte. Das Mosaik ist mehrfarbig angelegt und zeigt ineinander greifende Quadrate, die Kreise rahmen. Das Zentrum des Mosaiks bildet ein Kreis mit dem Kopf der Medusa. Das Mosaik ist von hoher handwerklicher und künstlerischer Qualität, jedoch sicherlich nicht von demselben Künstler der anderen Mosaiken angefertigt worden.

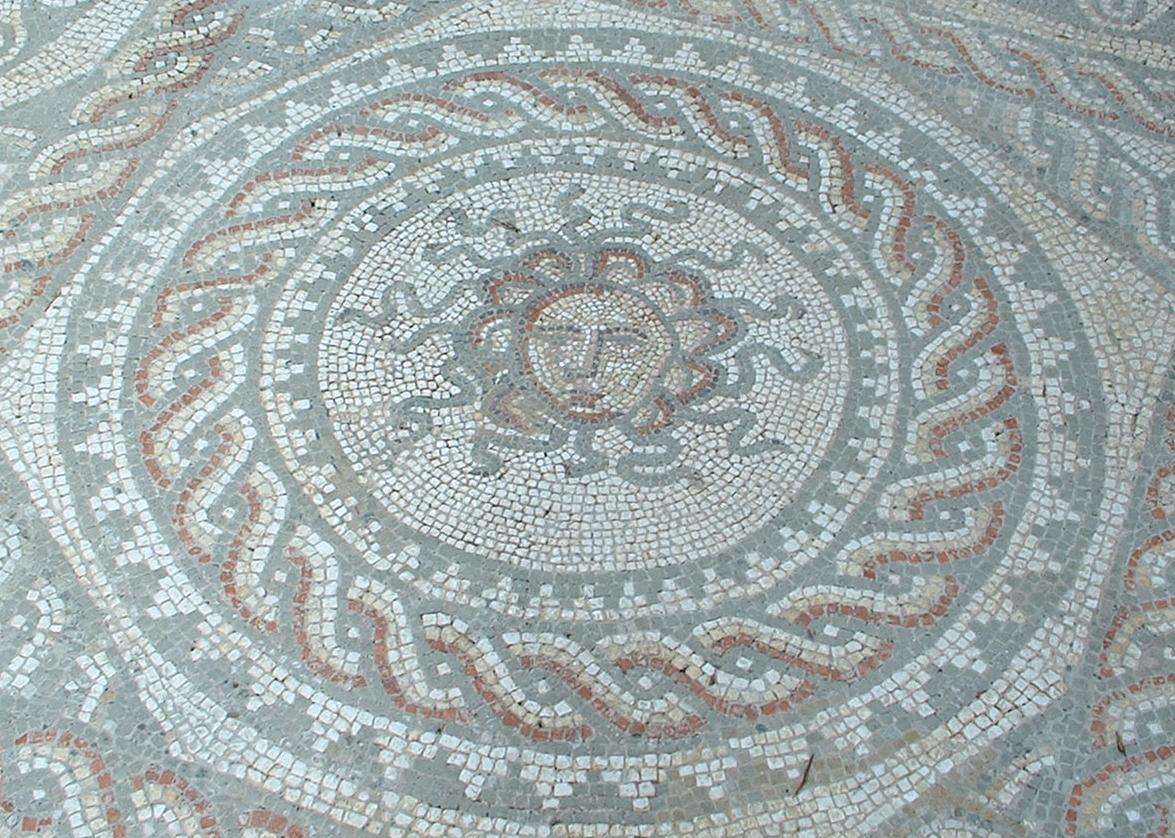
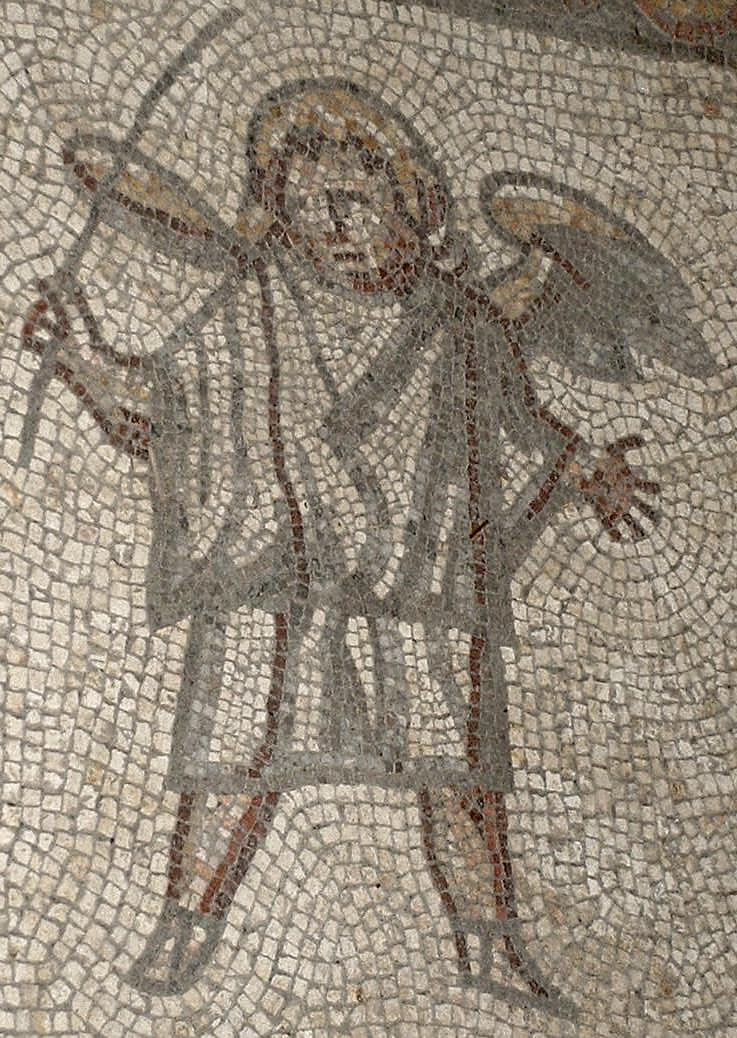
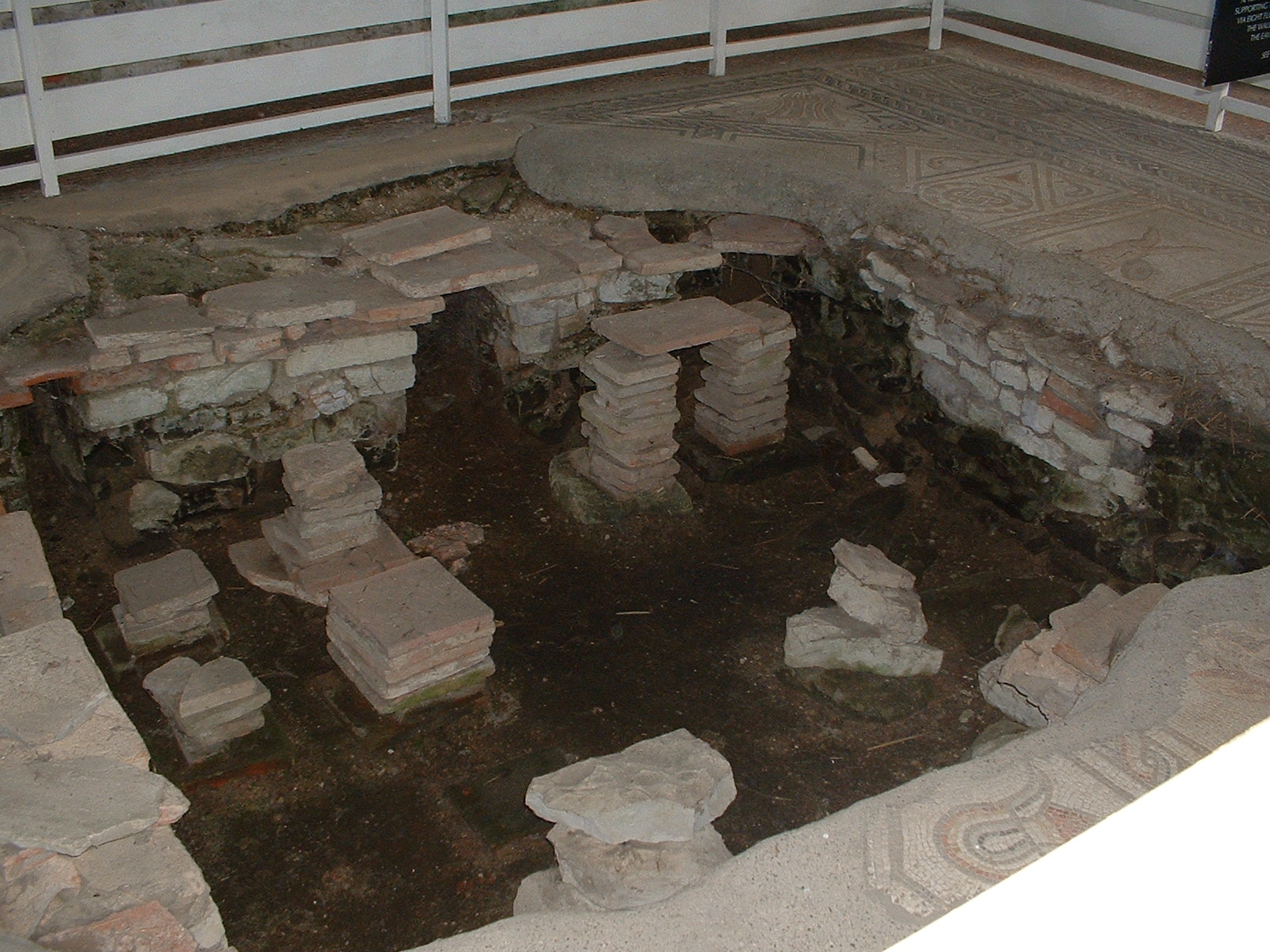
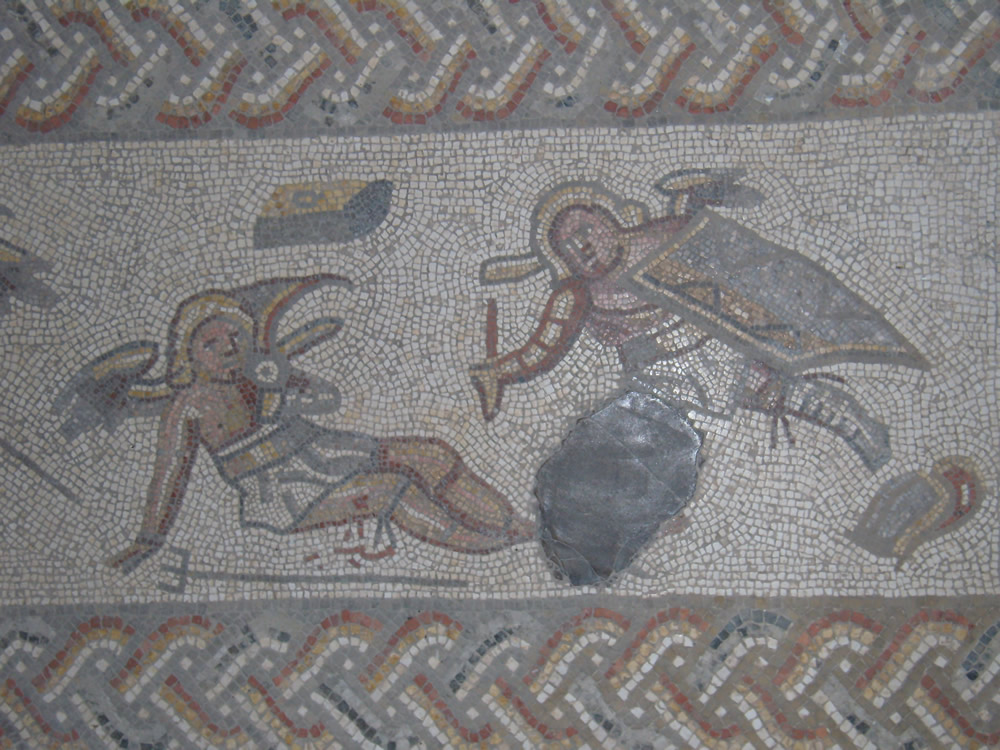
Eroten als Gladiatoren
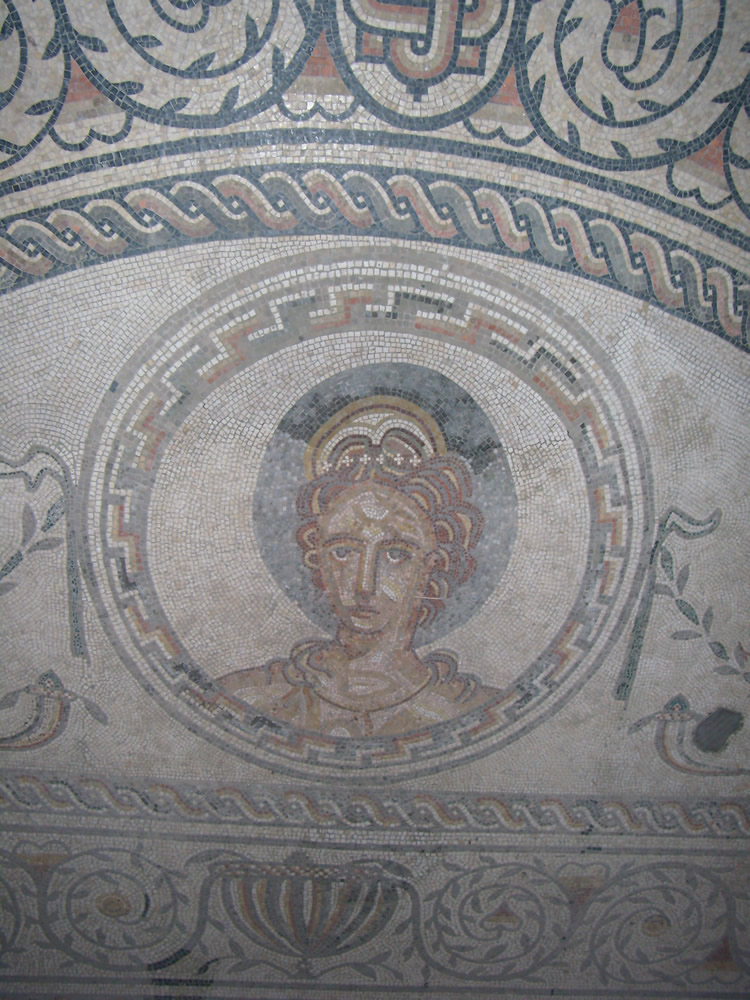
Venus